# فيل قاي
فيل قاي (بالإنجليزية: Phil Guy)‏ هو موسيقي أمريكي، ولد في 28 أبريل 1940 في Lettsworth, Louisiana ‏ في الولايات المتحدة، وتوفي في 20 أغسطس 2008 في شيكاغو هايتس في الولايات المتحدة بسبب سرطان البنكرياس.

## وصلات خارجية
- الموقع الرسمي
- فيل قاي على موقع ميوزك برينز (الإنجليزية)
- فيل قاي على موقع أول ميوزيك (الإنجليزية)
- فيل قاي على موقع ديسكوغز (الإنجليزية)